# Eumacrodes excilinea
Eumacrodes excilinea là một loài bướm đêm trong họ Geometridae.